# Корисні копалини Афганістану
Корисні копалини Афганістану
Афганістан має великі сировинні ресурси. У Афганістану є родовища нафти, газу,  вугілля, руд заліза, міді, рідкісних металів, розсипи золота, виробних і дорогоцінних каменів, бариту, целестину, сірки, тальку, магнезиту, кам'яної солі, флюсової і цементної сировини і нерудних будів. матеріалів. Є поклади урану.

## Корисні копалини Афганістану станом на 1998-99 рр.
| Корисні копалини               | Запаси       | Запаси   | Вміст корисного компоненту в рудах, % | Частка у світі, % |
| Корисні копалини               | Підтверджені | Загальні | Вміст корисного компоненту в рудах, % | Частка у світі, % |
| Барит, тис. т                  | 1230         |          | 85 (BaSO4)                            | 0,4               |
| Берилій, тис. т                |              | 15,7     | 0,11 (ВеО)                            |                   |
| Залізні руди, млн т            | 111          | 428      | 58 (Fe)                               | 0,1               |
| Золото, т                      | 18           | 18       | 0,4 – 4,5 г/т                         |                   |
| Мідь, тис. т                   | 6050         | 8470     | 2,1 (Cu)                              | 0,9               |
| Нафта, млн т                   | 14           |          |                                       |                   |
| Плавиковий шпат, млн т         | 3,6          | 7        | 47 (CaF2)                             | 1,9               |
| Природний горючий газ, млрд м³ | 100          |          |                                       | 0,1               |
| Вугілля, млн т                 | 100          | 500      |                                       |                   |
| Хромові руди, млн т            | 6,5          |          | 58,2 (Cr2O3)                          | 0,14              |

Поклади нафти зосереджені в Сарі-Куль, природного газу – Шибірган. На родовищі нафти Ангот, загальні запаси 7,2 млн т; Кашкарі – 7 млн т; на родовищі газу Ходжа-Гугердаг балансові запаси – 67 млрд м3; Джаркудук – 32 млрд м3. 
Родовища вугілля здебільшого зосереджений в регіоні між Гератом (Herat) і Бадахшаном (Badakshan) на півночі. Основні вугленосні товщі пов’язані з відкладами тріасу і юри. Переважає енергетичне вугілля. Найбільші родовища: Шабашек (загальні запаси понад 50 млн т), Дарваза (20 млн т), Каркар і Дудкаш (12-15 млн т). 
Залізні руди, вапняки, доломіт. Родовище залізних руд Хаджігек (балансові запаси 428 млн т, вміст Fe 62-68 %) пов’язане з ефузивно-сланцевою товщею палеозою. Поблизу цього родовища є перспективні поклади флюсових вапняків (запаси 3,5 млн т) і вогнетривкого доломіту (7,5 млн т).
Мідь. Розвідане одне з найбільших у Південній Азії родовище мідних руд Айнак (запаси понад 5,0 млн т, вміст Cu 2 %). 
Хром. Родовища високосортної руди хрому локалізовані в долині Логар, біля Герату (Herat). 
Уранові родовища є в горах Khwaja Rawash.
Літій - 2010 р. американські геологи виявили в Афганістані великі поклади літієвих руд (https://web.archive.org/web/20100731130948/http://rus.newsru.ua/finance/15jun2010/afgan1.html).
Дорогоцінні і виробні камені. Афганістан має родовища найкращого у світі ювелірно-виробного лазуриту (Санг в басейні р. Кокча), мармурового оніксу, кунциту, ювелірного турмаліну, рубіну і смарагду. Родовище лазуриту пов'язане зі скарновими мармурами і кальцифірами докембрійської доломіто-гнейсової товщі Файзабадського серединного масиву. 
Інші корисні копалини. B Нуристані і Бадахшані (Східний Афганістан) є родовища руд рідкісних елементів (берилію, танталу, ніобію, літію), бариту (Сангілян), солі, магнезиту і тальку (Ачин, 40 млн т), целестину (Тангі-Мурч, 85 млн т), золота (Заркашан, 4,8 т, вміст золота 6,9 г/т). Берилій, зокрема, є в долині Кунар (Kunar). Знахідки золота і срібла є в долині Паншир (Panjshir). Зокрема є розсипні родовища золота. Можливий видобуток високоякісного мармуру, тальку, граніту, базальту, доломіту, гіпсу, вапняку, каоліну, азбесту, слюди, смарагдів, аметистів, яшми, ляпіс-лазурі (в Бадахшанському родовищі Афганістану). 
На півночі країни виражені соленосні структури поблизу Талікана. Біля Анахоя і в інших місцях добувають кам'яну сіль.
Історія освоєння природних ресурсів. Перші свідоцтва про використання каменю для виробництва знарядь належать до нижнього палеоліту. 
Видобуток глин починається з епохи неоліту. Мідь на території Афганістану застосовують з VI тис. до н.е., однак рудні джерела того часу невідомі. Видобуток місцевих мідних та поліметалічних руд почався з II тис. до н.е. Тоді ж у Бадахшані почався видобуток лазуриту. З І тис. до н.е. почалася розробка родовищ залізних руд. Відомі середньовічні гірничі виробки на мідному родовищі Заркашан, де знайдені шахти глибиною 150 м. Припускають, що в цей же період на півночі Афганістану видобували кам'яне вугілля та сіль, а на півдні Афганістану – мармуровий онікс.